# Ravensburger

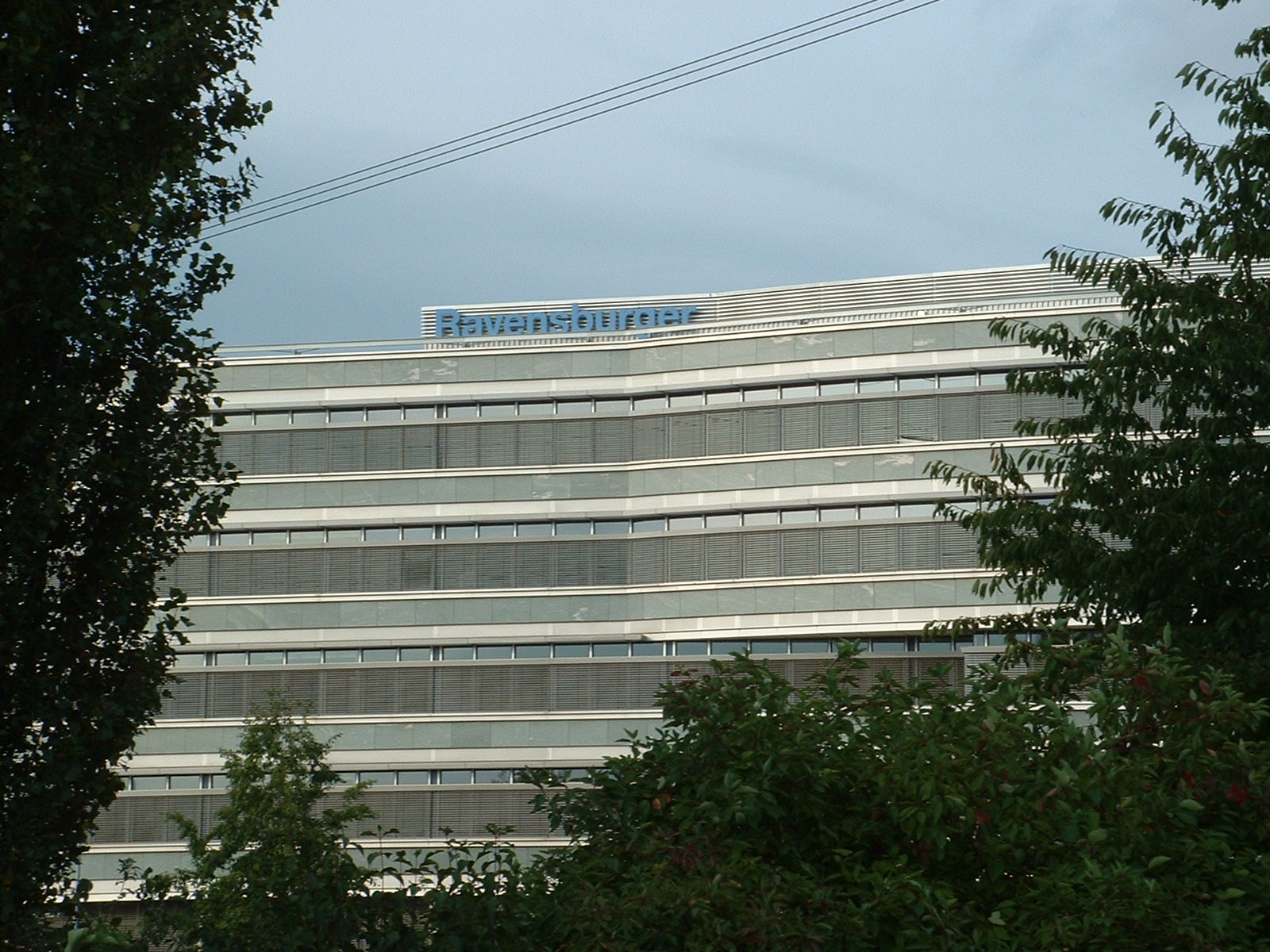
Hoofdkantoor van Ravensburger.

Ravensburger is een fabrikant van gezelschapsspellen en puzzels met de hoofdzetel in Ravensburg, Baden-Württemberg, Duitsland.

## Geschiedenis
Het was de Duitser Otto Robert Maier die Ravensburger heeft opgericht in het jaar 1883. Otto Robert Maier vernoemde zijn pas opgerichte bedrijf naar de plaats waar hij op dat moment verbleef: de stad Ravensburg. Het bedrijf begon met het uitbrengen van instructieboeken voor werklieden en architecten. Op deze manier kreeg hij genoeg financiële zekerheid om te doen wat hij het liefst wilde.
In 1884 kwam dan ook zijn eerste handgemaakte bordspel uit: "Journey around the world". In het Nederlands kwam het spel uit onder de naam "Een reis om de wereld" gebaseerd op het gelijknamige boek. In het jaar 1900 werd de naam "Ravensburger Games" officieel geregistreerd, en in het jaar 1912 werden vele bordspellen verkocht in West-Europa. Voor de Eerste Wereldoorlog waren er meer dan 800 verschillende artikelen uitgebracht door Ravensburger in omloop. Ravensburger heeft weinig last gehad van de twee wereldoorlogen. Toen Duitsland na de Tweede Wereldoorlog bezig was met het heropbouwen van het verwoeste land kon Ravensburger doorgaan met het maken van gezelschapsspellen. Dit was omdat de Ravensburger-fabriek gespaard was gebleven.
Na de Tweede Wereldoorlog specialiseerde Ravensburger zich in gezelschapsspellen voor kinderen, en boeken.
In 1962 groeide het bedrijf sterk. In het jaar 1964 opende Ravensburger fabrieken in onder andere Nederland, Frankrijk en Groot-Brittannië. Na 1964 splitste het bedrijf zich in twee takken. Een tak begon met het uitgeven van boeken en de andere tak met het uitgeven van gezelschapsspellen.
Het grootste succes van Ravensburger is het Memory-spel. Dit spel, dat in 1959 uitkwam, was meteen het best verkochte spel van het jaar. Kenmerkend aan het Memory-spel is dat het vaker gewonnen wordt door kinderen. Dit komt doordat hun kortetermijngeheugen beter is dan dat van volwassenen. Sinds 1959 zijn er al meer dan 50 miljoen exemplaren verkocht. Ravensburger is koploper op het gebied van puzzels en bordspellen. Ravensburger heeft meer dan 18.000 boeken en 850 spellen uitgegeven. Later gaf Ravensburger ook cd-roms uit. Ook heeft Ravensburger zijn eigen attractiepark gelegen in Duitsland.

## Spellen

### Spellen uitgebracht onder de imprint "Ravensburger"
- Amazing Labyrinth
- Dingbats
- Havannah
- Shogun
- Java
- Koehandel
- Lifestyle
- Memory
- Mexica
- Reversi
- Scotland Yard
- Tikal
- Top Secret Spies

### Spellen uitgebracht onder de imprint "Alea"
- Puerto Rico
- RA
- San Juan
- Princes of Florence
- Chinatown
- Notre Dame

### Spellen uitgebracht onder de imprint "FX Schmid"
- Auf Achse
- Torres (spel)